# Huerva
La rivière Huerva est un cours d'eau du nord-est de l'Espagne, affluent du fleuve Èbre.

## Géographie
Elle naît dans la Sierra de Cucalón, située dans le système ibérique, à Fonfría, dans la province de Teruel, à 1 280 mètres d'altitude. Elle passe par des localités comme Villadoz, Villarreal de Huerva, Mainar, Cerveruela, Vistabella de Huerva, Tosos (anciennement Alcañiz de la Huerva), Villanueva de Huerva, Muel, Mozota, Botorrita, Cadrete, Cuarte de Huerva, María de Huerva. Après avoir parcouru 128 kilomètres, au niveau de la ville de Saragosse, elle se jette dans l'Èbre.

## Étymologie
La Huerva a été nommée de différentes manières par les civilisations qui se sont installées dans le bassin. Dans l'Antiquité, elle fut appelée Río del aceite (rivière de l'huile) à cause des nombreux oliviers qui poussaient le long de ses rives. Les Celtes l'appelèrent Olca et les Arabes Bhat Warba. Dès le XIVe siècle apparaît le nom de Guerba, et aujourd'hui la rivière est connue sous le nom de Huerva.

## Hydrologie
La Huerva possède un bassin de 1 020 km2. Son apport moyen à l'Èbre est de 67 hm3 annuels.
En septembre 1830, la Huerva connut deux crues importantes. La première eut lieu le 2 et elle endommagea les remparts d'Ojo de la Huerva. La plus importante, la deuxième, le 13, fut si importante que l'Èbre s'enfonça dans le lit de la Huerva, stoppant son débit.
À sa confluence, une partie de son parcours traverse la ville de Saragosse et s'effectue sous terre, car dans les années 1920 et 1930 lorsque l'extension de Saragosse est projetée, les autorités décident de couvrir la Huerva pour faciliter la construction de rues comme celles de La Gran Vía ou de el Paseo de la Constitución.
Le débit de la rivière varie fréquemment dans son dernier tronçon à cause de l’'Ojo del Canal, qui à l'entrée de la ville amène les eaux restantes du canal impérial d'Aragon, qui apporte une partie des eaux de l'Èbre vers la rivière Huerva.